# اورپابیلساگ
اورپابیلساگ فرمانروای نخستین دودمان اول اور در قرن ۲۶ پیش از میلاد بود. او در فهرست پادشاهان سومری دیده نمی‌شود، اما از روی قطعه کتیبه‌ای که در اور پیدا شده‌است، با عنوان «Ur-Pabilsag، پادشاه اور» شناخته شده‌است. گفته شده‌است که آرامگاه او در گورستان سلطنتی در اور (گور PG 779) است. او ممکن است در حدود ۲۵۵۰ قبل از میلاد درگذشته باشد. همچنین گفته شده‌است که اورپابیلساگ پسر پادشاه آ-ایمدوگود A-Imdugud، شناخته شده از قبر PG ۱۲۳۶، که بزرگترین و احتمالاً قدیمی‌ترین بنای مقبره در قبرستان پادشاهی در اور است، بود. مقبره اورپابیلساگ (گور PG ۷۷۹) عموماً به عنوان دومین مکان قدیمی در نظر گرفته می‌شود و احتمالاً معاصر با قبر PG ۷۷۷ است که تصور می‌شود مقبره ملکه او باشد. مسکلامدوگ (قبر PG 755 یا احتمالاً PG ۷۸۹) پسر او بوده‌است. چندین اثر از مقبره PG ۷۷۹ در گورستان سلطنتی در اور، مانند پرچم اور و پلاک‌های صدفی تزئین شده، شناخته کشف شده‌است.